# 涅斯捷罗夫卡河
涅斯捷罗夫卡河（俄語：Река Нестеровка），前称大河沿儿（俄語：Река Тахеяж），是滨海边疆区的河流，源起绥芬河市境内沃伦斯基山西南坡，长98公里，流域面积1440平方公里，注入梅尔古诺夫卡河。在中国境内名为水渠流川河（俄語：Шуйцюйлючуаньхэ）。1972年更为现名。

## 引用
1. ↑  . 国家水登记处.   [2024-08-14]. （原始内容存档于2024-12-01） （俄语）.
2. ↑  А·П·穆拉诺夫. . 列宁格勒: 气象出版社. 1966 （俄语）.
3. ↑  . 列宁格勒: 气象出版社 （俄语）.
4. ↑  Т·А·基谢尔科瓦娅. . 列宁格勒: 气象出版社. 1977 （俄语）.
5. ↑   (PDF). www.vladcity.com. （原始内容 (PDF)存档于2011-07-17）.